# Likenäs
Likenäs is een plaats in de gemeente Torsby in het landschap Värmland en de provincie Värmlands län in Zweden. De plaats heeft 189 inwoners (2005) en een oppervlakte van 89 hectare.